# 대전버드내중학교
대전버드내중학교(大田버드내中學校)는 대한민국 대전광역시 서구 도마동에 있는 공립 중학교이다.

## 학교 연혁
- 1994년 3월 24일 : 대전유등중학교 설립 인가(27학급)
- 1995년 3월 1일 : 초대 안태영 교장 부임
- 1995년 3월 4일 : 개교 및 입학식(405명)
- 1999년 3월 1일 : 대전버드내중학교로 교명 변경
- 2024년 1월 5일 : 제27회 졸업식(297명, 총 8,267명)
- 2024년 3월 1일 : 제13대 김상선 교장 취임
- 2024년 3월 4일 : 제30회 입학식(11학급 303명)

## 참고 자료
- 대전버드내중학교 - 한국교육학술정보원 학교알리미